# Qoppa
La qoppa (en grec ϙόππα i més tard κόππα) va ser una lletra de l'alfabet grec que servia per a escriure el so [ḵ], al·lòfon velaritzat de /k/. Té un valor numèric de 90. El signe usat per a aquesta funció ("qoppa numeral", Ϙ, ϙ) va desaparèixer en l'era preclàssica grega però es va conservar un signe diferent ("qoppa numeral" Ϟ, ϟ) per a notar el número 90 usat en documentació legal grega moderna.
La lletra va ser un manlleu de la qof de l'alfabet fenici, usada per al fonema /q/. Després va passar a l'alfabet etrusc i d'allà a l'alfabet llatí en la seva forma actual (Q). També va passar a l'antic alfabet ciríl·lic com a koppa (Ҁ, ҁ).